# جيوفري بلاكبيرن
جيوفري بلاكبيرن (13 نوفمبر 1950 في المملكة المتحدة - ) (بالإنجليزية: Geoffrey Blackburn)‏ هو لاعب كريكت بريطاني. لعب مع Cheshire County Cricket Club ‏.

## وصلات خارجية
- جيوفري بلاكبيرن على موقع إي آس بي آن كريك إنفو (الإنجليزية)